# ジャンバティスト・ラフォン
ジャン＝バティスト・ラフォン（Jean-Baptiste Lafond, 1961年12月29日 - ）は、フランスの元ラグビー選手。ジロンド県ベグル出身。

## 略歴
1983年のホーム（フランス）での対オーストラリア戦で代表デビュー。フランス代表37キャップで101得点。
ポジションは本職はウィング (WTB) で、第2回ラグビーワールドカップ（W杯）のトライ王に輝いた。歴史に残る名フルバック (FB) セルジュ・ブランコの引退後は、代表のFBを務めた。
圧倒的なスピードは持っていなかったが、先を読む位置取り、冷静な状況判断に優れていた。
穏やかな性格で、当時はラフプレーも多かったフランス代表で異質の存在だった。血の気の多かったFLエリック・シャンが相手選手やレフェリーに対して文句を言いに行くのを、ジャージーを引っ張って止める場面も複数回あった。
パリ生まれ、パリ育ちで、ワインの仲買人を生業としていた。